# Nemo mortalium omnibus horis sapit
Nemo mortalium omnibus horis sapit è una delle più note frasi di Plinio il Vecchio, contenuta nella Naturalis Historia, lib. VII, 40. La sua traduzione è: "Nessun mortale è saggio a tutte le ore", e significa che a tutti gli esseri umani capita di dire e fare sciocchezze, qualche volta nella vita.